# Léon Schwab
Vous lisez un « bon article » labellisé en 2014.
Pour les articles homonymes, voir Schwab.
Léon Schwab, né le 28 novembre 1862 à Épinal et mort le 5 février 1962 dans la même ville, est un homme politique français.
Négociant en tissus, puis avocat, il s'intéresse aussi à l'histoire de la Révolution française dans un comité départemental. Après s'être engagé comme volontaire durant la Première Guerre mondiale et avoir obtenu le titre de chevalier de la Légion d'honneur pour la victoire de La Fontenelle, il siège au conseil municipal de sa ville, Épinal, avant d'en devenir le maire, du 9 décembre 1938 au 1er mars 1941. Révoqué sur critère racial sous le régime de Vichy, il est réinstallé dans ses fonctions par la population spinalienne le 25 septembre 1944 ; il est cependant battu lors des élections municipales organisées le 20 mai de l'année suivante.
Il continue par la suite à prendre part aux grandes manifestations de la vie de sa cité, en devenant ainsi le doyen et un patriarche actif, notamment sur le plan urbanistique et culturel.

## Biographie

### Famille et jeunesse

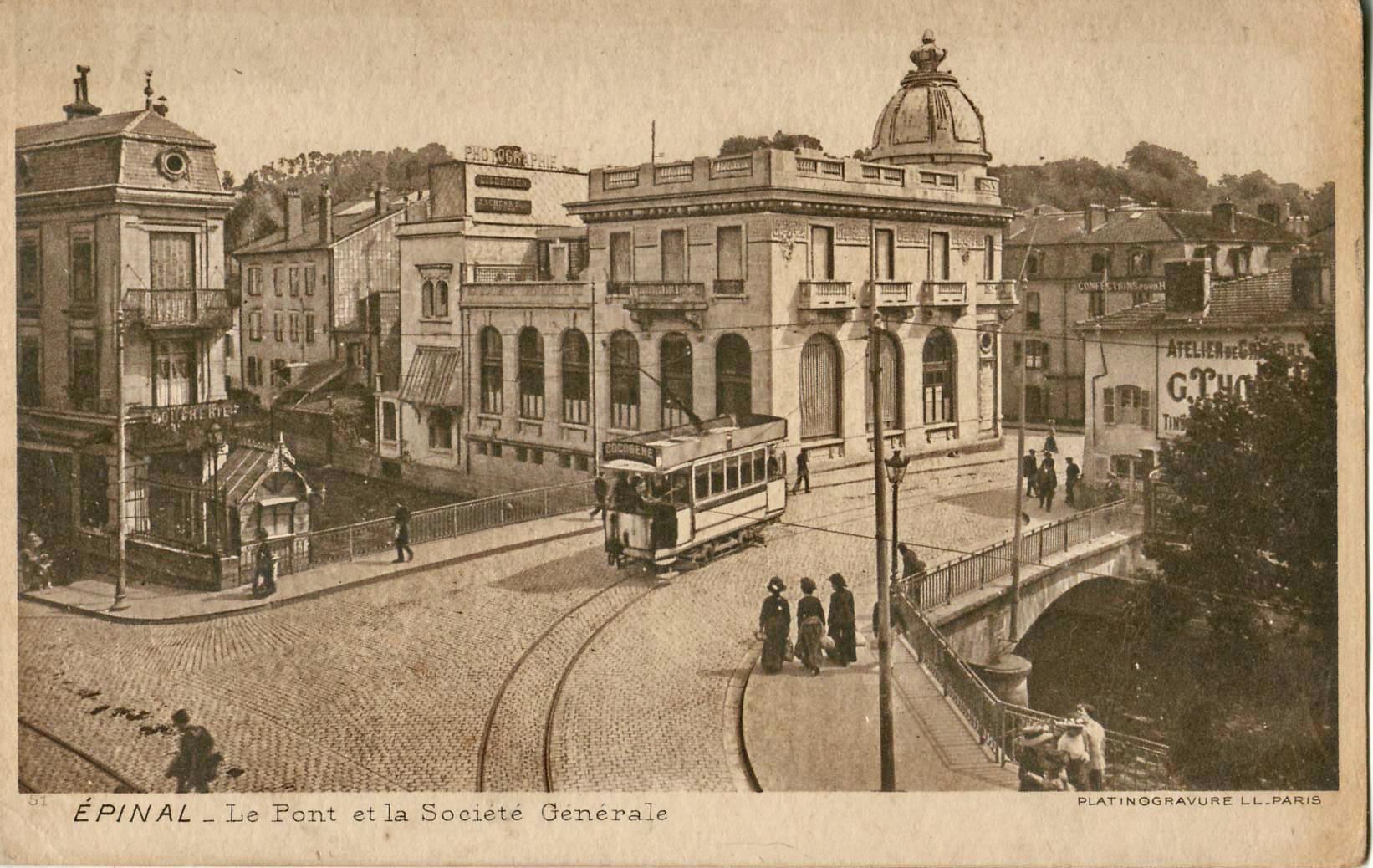
Épinal vers 1910.

Léon Schwab naît le 28 novembre 1862 à Épinal, préfecture des Vosges, au 30 rue Rualménil,. Il est le fils d'Élie Schwab (1833-1897), commerçant en étoffes et tissus et juge au tribunal de commerce, de religion israélite, lui-même né à Remiremont d'un père marchand colporteur. Sa mère, Mathilde Brié (1840-1920) est née à Blâmont (Meurthe-et-Moselle). Léon voit passer à l'âge de cinq ans l'empereur Napoléon III dans une calèche descendant de la gare d'Épinal vers Plombières où il se rend pour sa dernière cure thermale avant la chute de l'Empire. L'enfant a une sœur cadette, Alice en 1865. Le quartier dans lequel habite la famille Schwab est alors passant, industrieux et commerçant, dans cette ville qui compte 10 359 habitants au recensement de 1861.
Alors que se déclenche la guerre de 1870, Léon, âgé de sept ans, fait en sorte, malgré l'interdiction maternelle, d'aller avec ses camarades voir les Prussiens déboucher sur la côte de la Justice. De son côté, son père avait aidé Adrien Sadoul, père de l'historien lorrain Charles Sadoul (1872-1930) et grand-père de l'historien du cinéma Georges Sadoul (1904-1967), à quitter rapidement la ville. S'ensuit la période d'occupation prussienne, conséquence de l'indemnité de cinq milliards de francs à payer par la France défaite et où la maison familiale est réquisitionnée pour le logement d'Allemands jusqu'à la fin de juillet 1873.
Alors que la France se prépare pour la Revanche, notamment en construisant le système Séré de Rivières dont la place forte d'Épinal constitue l'un des maillons essentiels, Léon Schwab continue le collège. Il est entré en classe élémentaire au collège de la ville début octobre 1870, quelques jours avant l'arrivée des Prussiens. L'école primaire ne deviendra gratuite, laïque et obligatoire qu'en 1881-1882, avec les lois Jules Ferry. Léon traversait quotidiennement le Grand Pont pour accéder à l'entrée du collège, fondé par les Jésuites en 1668 et reconstruit dans les années 1720. Il est détruit en 1894 pour construire un nouveau collège, plus vaste, alors qu'il vient d'atteindre ses 31 ans.

### Études et vie familiale

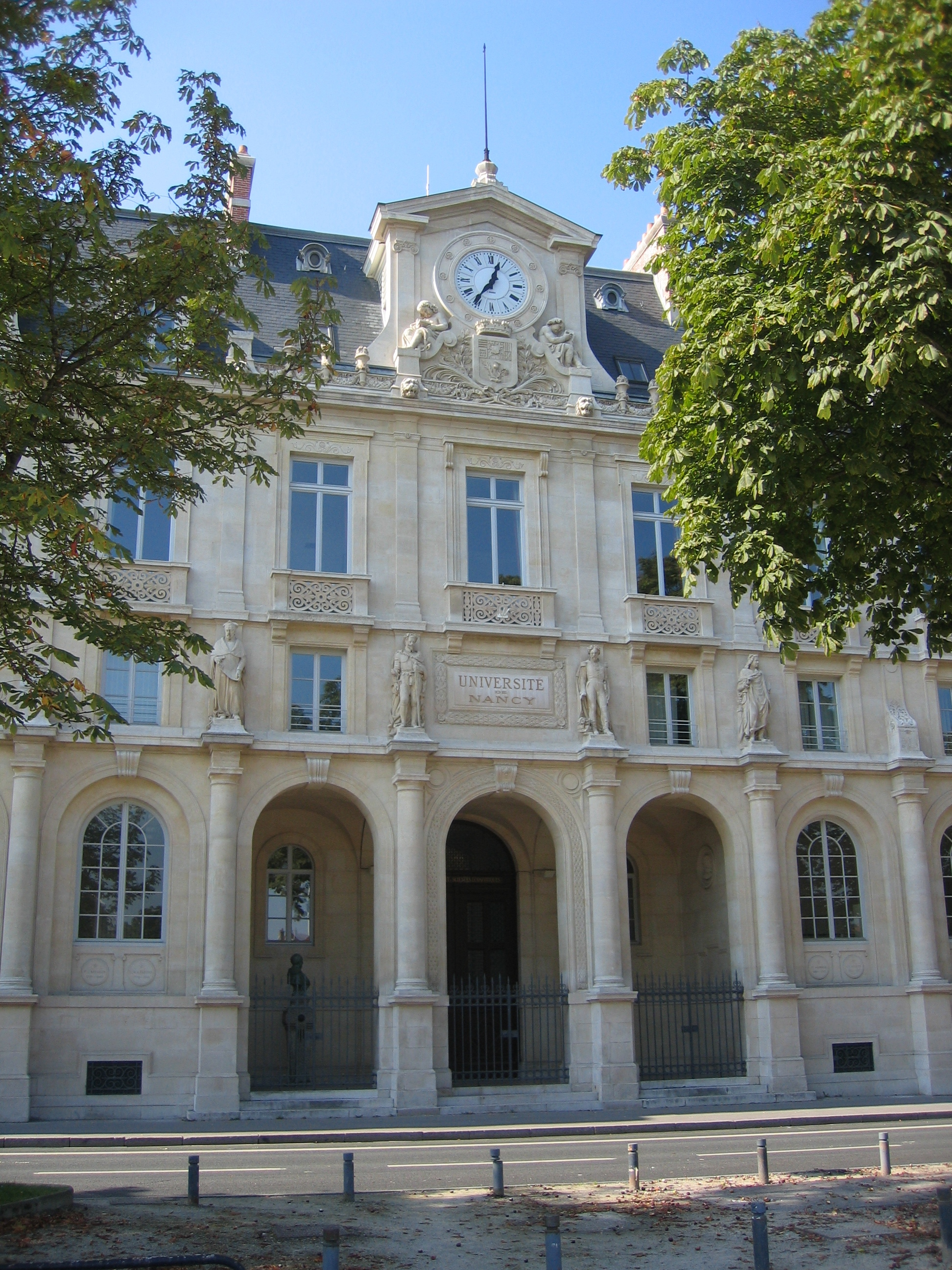
La faculté de Droit de Nancy.

Il poursuit des études de droit au début des années 1880 à Nancy, dans les bâtiments de l'Université, construits en 1858. Dans le recensement d'Épinal en 1886, Léon Schwab est mentionné comme avocat, vivant chez ses parents. Mais il ne s'inscrit au barreau d'Épinal qu'en 1920 et continue son droit avec la soutenance de sa thèse de doctorat en 1902, sur le thème de la grève générale dont il étudia l'origine, le but, les caractères, les moyens, les obstacles.
Il exerce donc la profession de négociant en tissus et étoffes dans le magasin familial jusqu'en 1906. Le recensement de 1886 indique la présence de trois commis de magasin, un voyageur de commerce et un domestique, tous logés dans la maison au 30 rue Rualménil. Léon est également premier violon de la Société philharmonique d'Épinal ; il en jouera tout au long de sa vie. Il se marie le 2 avril 1895, à l'âge de 32 ans, à la mairie du VIe arrondissement de Lyon, avec Hélène Hirsch, née le 5 février 1876, fille d'Abraham Hirsch, architecte en chef de la ville de Lyon, officier de la Légion d'honneur. Ils auront deux enfants, Pierre, né en 1896 et Marthe, née en 1898. Hélène décède le 19 février 1900, à l'âge de 24 ans. Léon reste veuf soixante-deux ans. Pierre (1896-1986) est président du tribunal de Grande Instance de Péronne (Somme). Marthe épouse Jean Schwed, notaire à Troyes, fusillé par les Allemands le 28 février 1942, Mort pour la France avec citation « À l'Ordre de la Nation » à titre posthume.

### Historien de la Révolution française et avocat
Après avoir habité 47 ans rue Rualménil, Léon Schwab s'installe en 1909 dans une maison nouvellement construite au 19 bis rue Thiers, où il demeure finalement 53 ans, restant ainsi toute sa vie dans la cité des Images. Les cinq années qui précèdent la Grande Guerre sont consacrées à l'étude de l'histoire économique de la Révolution française dans les Vosges. Il est donc mentionné comme « publiciste » au recensement de 1911. Il participe activement aux opérations militaires et ne séjourne que peu à Épinal. Il exerce sa profession d'avocat de 1920 à 1937 dans un cabinet au rez-de-chaussée de sa maison. Il s'inscrit au barreau d'Épinal à presque 58 ans et assume la charge de bâtonnier du barreau des Vosges pendant deux ans.
Dès 1907, Léon Schwab fait partie du Comité départemental créé la même année pour l'étude économique de la Révolution française dans le département de sa naissance, lequel publie un bulletin trimestriel reconnu pour sa qualité jusqu'en 1939. Ce dernier s'appelle La Révolution dans les Vosges. C'est une initiative de la chambre des députés sous l'impulsion de Jean Jaurès. Présidé et fondé par André Philippe, archiviste départemental, le Comité départemental tenait Schwab pour un de ses principaux collaborateurs (il est d'ailleurs cité comme fondateur du bulletin). Il est nommé le 5 mars 1910 officier d'Académie et par la suite officier de l'Instruction publique, distinctions correspondant depuis 1955 aux grades de chevalier et d'officier dans l'ordre des Palmes académiques. Il écrit environ 73 articles ce qui représente 600 pages imprimées. Les deux volumes qu'il publie à Épinal en 1911 et 1913 sur la vente des Biens nationaux dans le district d'Épinal et de Remiremont seront utilisés par Jaurès dans son Histoire de la Révolution française .

### Patriote et républicain face aux conflits mondiaux
Républicain et patriote, Léon Schwab, âgé de 51 ans, s'engage pour la durée totale du conflit de 1914. Il est capitaine au 43e régiment d'infanterie territoriale le 31 juillet 1914, puis est nommé commandant de ce même régiment le 31 mars 1915. Il participe alors à la campagne des Vosges, de la  La Fontenelle, de Champagne, de Reims. La prise de Fontenelle, située à six kilomètres au nord de Saint-Dié, sur les hauteurs entre la Meurthe et le Rabodeau, sonne comme un haut fait d'armes, inscrit en haut à droite du monument aux morts à Épinal. Il est d'ailleurs cité à l’ordre de l’Armée et nommé chevalier de la Légion d’honneur pour son commandement victorieux à La Fontenelle.

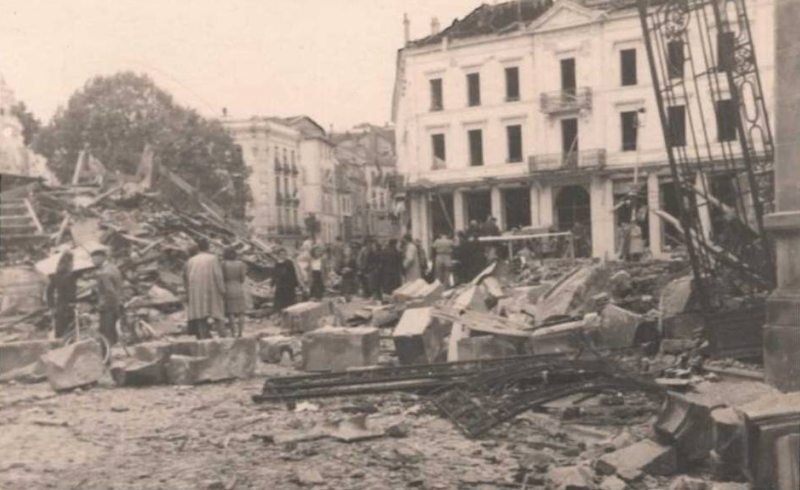
La place des 4 Nations lors de la libération de la ville par les Alliés en 1944.

Léon Schwab retrouve sa ville une fois la guerre terminée et en est élu conseiller municipal en 1919, puis adjoint au maire de 1924 à 1938. Dans le contexte de montée vers la guerre et trois mois après les vains accords de Munich, Léon Schwab, émule de Léon Blum, est élu maire de sa ville natale en décembre 1938, à l'âge de 76 ans, après avoir été pendant 14 ans l'adjoint d'Augustin Baudoin, maire de 1919 à 1938. Alors que le 19 juin 1940, une grande partie de l'île au centre d'Épinal est incendiée (dont sa maison natale) et la ville bombardée, il se rend place des Vosges en sa qualité de maire à la rencontre des chefs de l'armée allemande victorieuse. Il est alors accompagné par un de ses adjoints, maître H. Najean et MM. Jouy et Jacques.
Obligé d'abandonner ses fonctions le 20 décembre 1940 en raison des lois raciales, il est officiellement démis de ses fonctions de maire le 1er mars 1941 par le gouvernement de Vichy. Sa religion israélite en était la raison. Il est remplacé par un nommé Thiethry après un intérim de H. Najean. Il demeure au service des Spinaliens malgré les menaces qui conduisent à son arrestation le 22 octobre 1943 par les autorités allemandes. Il est plusieurs fois molesté. Il est alors emprisonné quelques jours à Épinal et trois semaines à la prison Charles III à Nancy comme prisonnier de droit commun. Il est ensuite transféré, en vue d'être déporté, à la prison d'Écrouves, mais n'y reste qu'une journée avant d'être hospitalisé à Toul en raison de son état de santé. C'est là qu'il est libéré le 2 septembre 1944, avant son retour le 25 septembre à Épinal où la population, libérée la veille, le réinstalla triomphalement à l'hôtel de ville.
Huit mois plus tard, tête de l'une des trois listes aux élections municipales, il est battu le 20 mai 1945 par le docteur Alfred Thinesse, son ancien adjoint. Il lui avait précédemment proposé d'être sur sa liste, mais ce dernier avait refusé à cause du programme « socialisant » de cette dernière et il préférait se présenter comme « indépendant ». En durée réelle, le mandat de maire de Léon Schwab se limite donc à 3 ans et 2 mois, même si la plaque de rue l'honorant l'indique comme maire de la ville à part entière.

### Patriarche actif
Il participe à la remise de la seconde Croix de guerre à la ville d'Épinal le 24 septembre 1950, à l'inauguration de la statue de Pinau du 27 juin 1953. Il est également un administrateur dévoué et attentif pendant 25 ans de l'hôpital Saint-Maurice, situé à l'actuel emplacement de l'hôtel des impôts.
Il continue également ses activités culturelles en présidant de 1948 à 1955 la Société d'émulation du département des Vosges, fondée en 1925. Il est également membre de l'Association des amis du musée, créée en 1951. Il préside aussi l'Office d'HLM de 1953 à 1959 qui construisit 750 logements.
Léon Schwab avait été également président du conseil d'arrondissement d'Épinal

### Décès

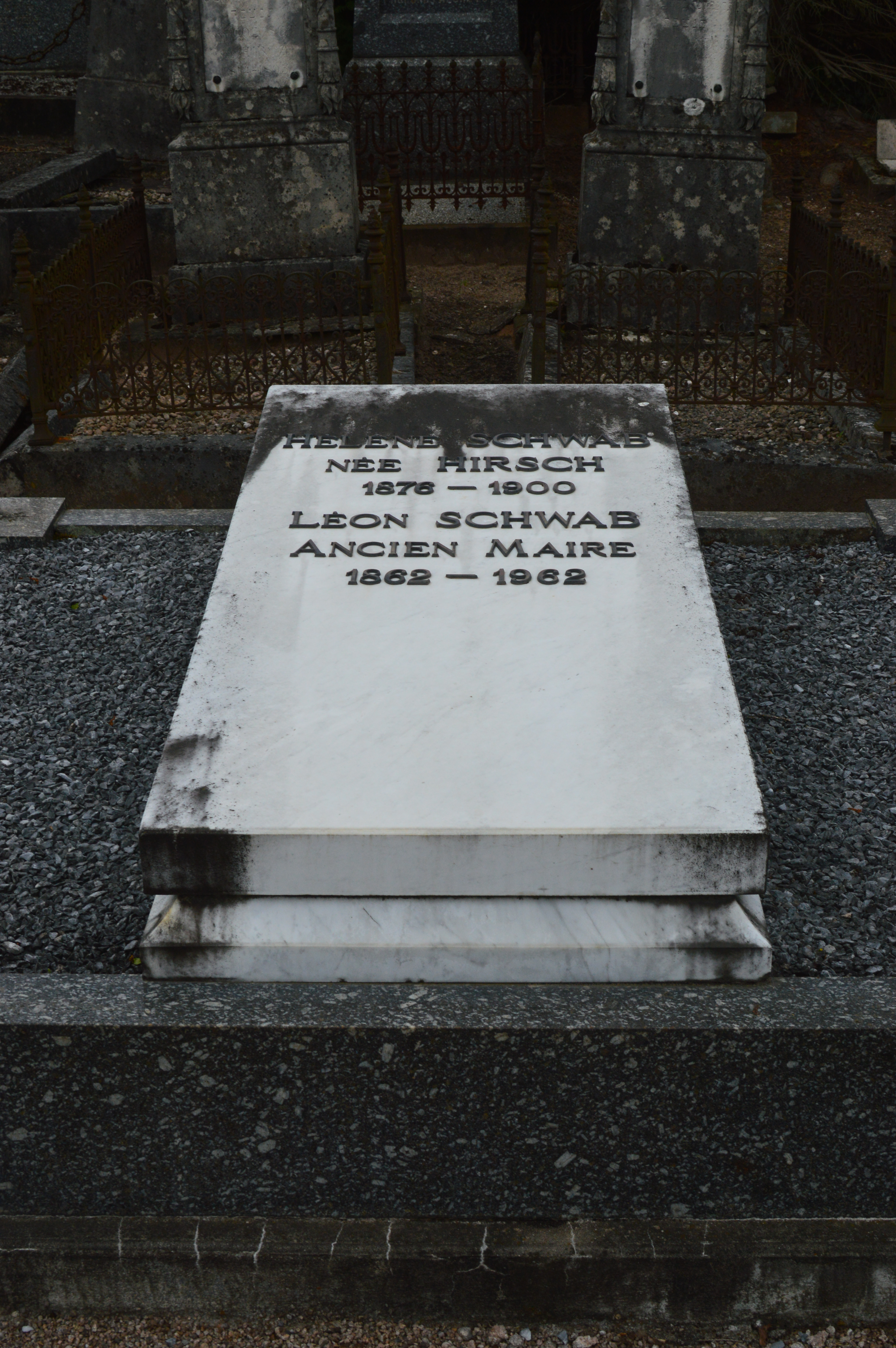
Tombe de Léon Schwab au cimetière Saint-Michel d'Épinal.

Il meurt à Épinal le lundi 5 février 1962 et est inhumé le surlendemain auprès de son épouse Hélène au cimetière juif, en présence de nombreuses personnalités. Le cercueil est couvert du drapeau tricolore sur lequel est posé le képi à quatre galons d'or du chef de bataillon du 43e régiment d'infanterie territoriale. Il avait désiré une cérémonie simple, il n'y eut donc que deux discours, du maire d'Épinal André Argant et du président de la légion vosgienne des anciens combattants, Antoine Walter, suivis d'une minute de silence et d'une courte prière lue par le ministre officiant Tinski,.

## Hommage

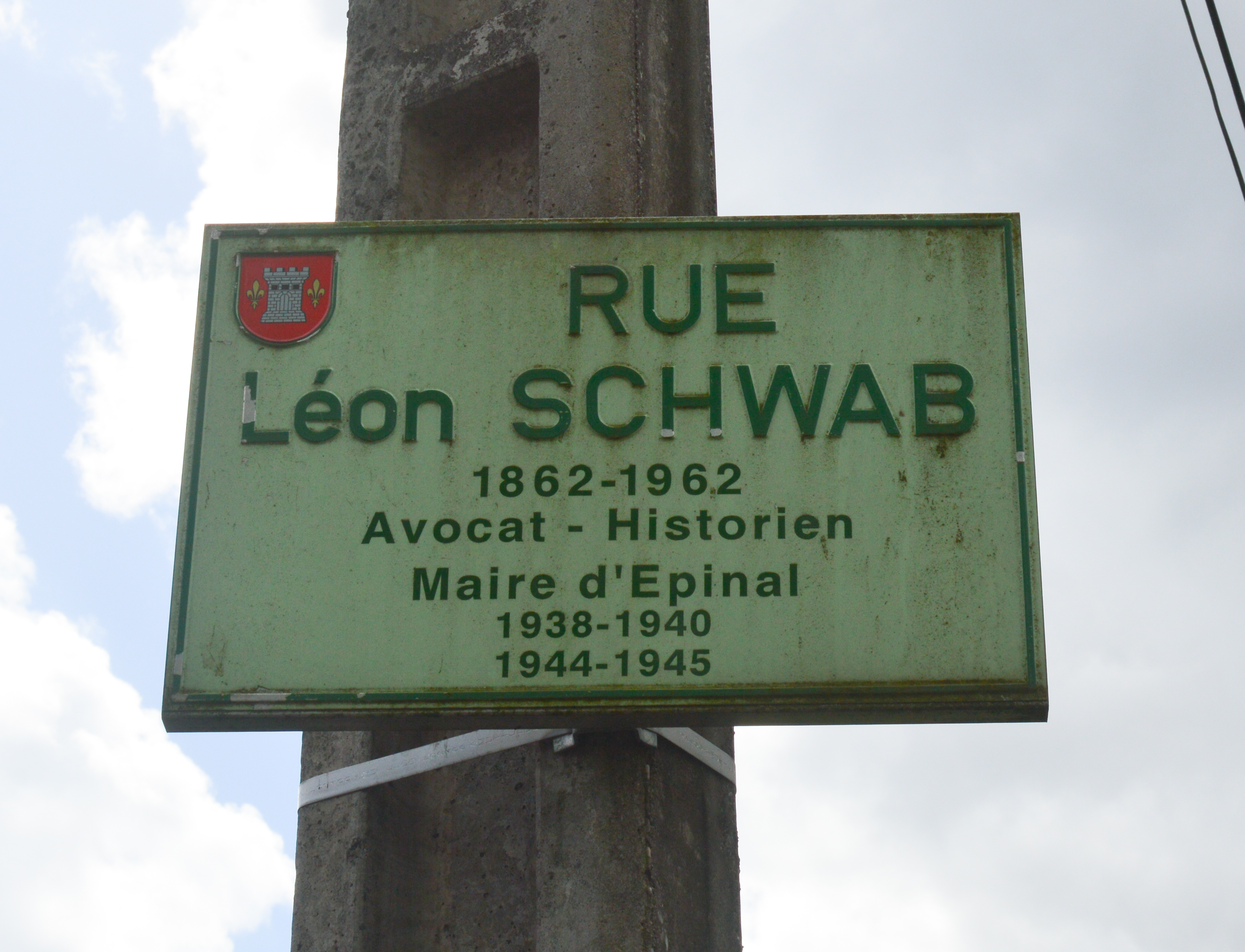
Plaque de rue Léon Schwab à Épinal (quartier de la Vierge).

Une rue d'Épinal porte son nom. Il l'inaugura lui-même, fait rarissime, sur la demande de la ville d'Épinal, acceptée par décision ministérielle.

## Décorations
- Croix et cravate de commandeur de la Légion d'honneur[6].
- Croix d'Officier dans l'Ordre du Mérite agricole.
- Insigne d'officier de l'Instruction publique.
- Médaille d'honneur départementale et communale d'argent.
- Croix et cravate de commandeur du Mérite social.
- Croix de guerre 1914-1918 avec palme[Note 6].
- Croix du combattant.
- Médaille de la bataille de la Marne[Note 7].

## Ouvrages publiés
- Monnaies et mesures en usage dans les Vosges en 1789, Imprimerie nouvelle, 1908.
- Département des Vosges : Documents relatifs à la vente des biens nationaux, Imprimerie nouvelle, 1911.
- Les Ateliers de charité dans les Vosges pendant la Révolution, Imprimerie vosgienne, 1924.